# Vaughan Gething
Humphrey Vaughan ap David Gething (ur. 15 marca 1974 w Lusace) – walijski prawnik i polityk, od marca do lipca 2024 roku lider Walijskiej Partii Pracy. Od 20 marca do 5 sierpnia 2024 pełnił urząd pierwszego ministra Walii.

## Życiorys
Jest synem pochodzącego z Walii białego weterynarza i Zambijki. Do Wielkiej Brytanii przybył mając dwa lata. W 1999 ukończył studia prawnicze na University of Aberystwyth i następnie uzyskał uprawnienia solicitora.
Od 1992 należy do Walijskiej Partii Pracy. W 2004 został wybrany do rady miejskiej Cardiff. Od 2011 roku jest posłem do walijskiego parlamentu z okręgu Cardiff South and Penarth. W latach 2013–2014 był wiceministrem ds. zwalczania ubóstwa, zaś od 2014 do 2016 wiceministrem zdrowia. 19 maja 2016, w nowym gabinecie utworzonym przez Carwyna Jonesa po wyborach parlamentarnych, objął stanowisko ministra zdrowia i opieki społecznej Walii. 13 maja 2021, po kolejnych wyborach, został powołany na urząd ministra gospodarki. 16 marca 2024 został wybrany na stanowisko lidera Walijskiej Partii Pracy uzyskując 51,7% głosów w ogólnopartyjnym głosowaniu. Cztery dni później objął urząd pierwszego ministra Walii.
W lipcu 2024 zapowiedział swoją rezygnację z kierowania rządem i partią. Przyczyną dymisji, były oskarżenia o przyjęcie przez Walijską Partię Pracy darowizny w wysokości 200 tys. £, od przedsiębiorcy skazanego za przestępstwa przeciwko środowisku.
Jest żonaty i ma jednego syna. Mieszka w Penarth.